# Ex-Otago
Gli Ex-Otago sono un gruppo musicale indie pop italiano formatosi a Genova nel 2002.

## Storia del gruppo
(Ex-Otago in un'intervista)
Gli Ex-Otago si formano a Genova nel 2002 come trio acustico inizialmente composto da Maurizio Carucci, Alberto Argentesi e Simone Bertuccini. Con questa formazione pubblicano l'album The Chestnuts Time per l'etichetta indipendente romana Vurt. Il disco è pubblicato in 500 copie, per poi essere ristampato sull'onda del successo.
Nel 2004 si unisce al gruppo anche un batterista, Simone Fallani. Il gruppo firma un nuovo contratto con l'etichetta friulana Riotmaker Records con la quale pubblica prima il singolo Giorni vacanzieri (all'interno della compilation A Medium Party) e poi, nel maggio del 2007, il secondo album Tanti saluti, prodotto da Fresco, che ottiene un buon riscontro di critica e pubblico.
Nel 2008 partecipano all'album Post remixes Vol. 1, una raccolta dei più famosi brani dance anni novanta remixati dai più importanti gruppi indie italiani: gli Ex-Otago interpretano The Rhythm of the Night di Corona. Nell'agosto del 2009 gli Ex-Otago si recano a Bergen in Norvegia per registrare il nuovo album, con il supporto di Davide Bertolini (produttore dei Kings of Convenience). Da settembre dello stesso anno, Alberto Argentesi è ospite fisso del programma Chiambretti Night, dove interpreta il Coniglio Rapper.
Nel gennaio del 2010 esce la canzone Marco corre dedicata all'atleta Marco Olmo: è l'anticipazione del nuovo album chiamato Mezze stagioni, pubblicato successivamente il 21 marzo 2011.

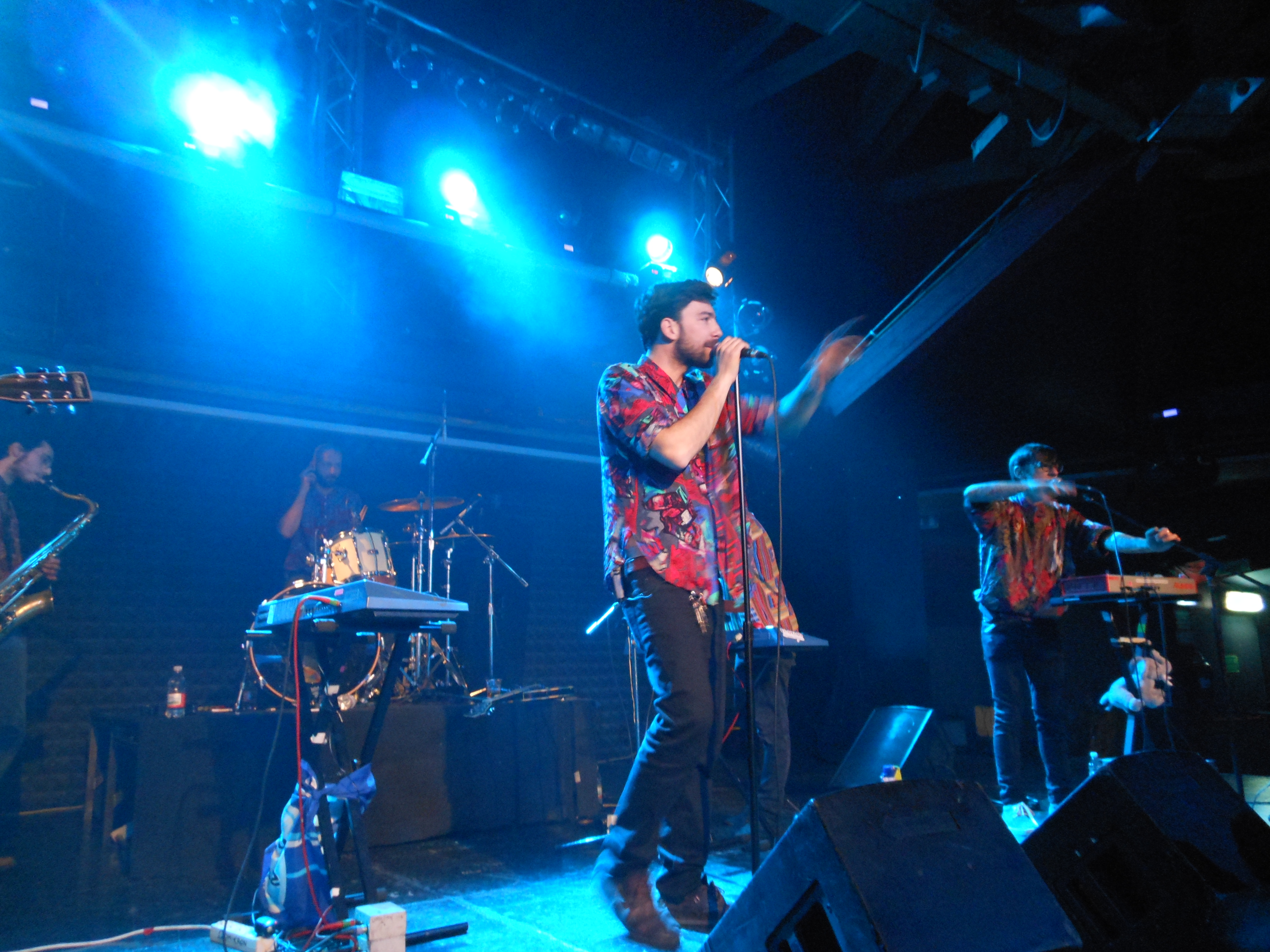
Ex-Otago in concerto nel 2012

Il 2 novembre 2012 la band annuncia l'uscita dal gruppo di Alberto "Pernazza" Argentesi, che però suonerà con loro fino a fine anno.
Il 25 febbraio 2014 viene pubblicato il singolo Foglie al vento, che ha anticipato l'album In capo al mondo, uscito l'11 marzo e nel quale la band ha abbandonato quasi del tutto i suoni più elettronici a favore di strumenti di legno come il charango, la chitarra classica e l'harmonium indiano. Il gruppo comunica anche l'uscita di un libro di parole ed immagini dal titolo Burrasca (edito da Habanero Edizioni) nel quale si raccontano le vicende ed i pensieri sorti in questi ultimi tempi dalla band ligure.
Il 9 marzo 2016 Gabriele "Bacci" Floris annuncia l'uscita dal gruppo. Il 21 dello stesso mese esce Cinghiali incazzati, il primo singolo estratto dall'album Marassi, prodotto da INRI e Garrincha Dischi in uscita il 21 ottobre. Il 21 giugno esce I giovani d'oggi secondo estratto dall'album Marassi. L'album vede la partecipazione di Matteo Cantaluppi in qualità di produttore artistico e sound engineer.
Il 13 gennaio 2017 esce Gli occhi della Luna, singolo che vede la partecipazione di Jake La Furia, prodotto da INRI e Garrincha Dischi.
Il 17 maggio 2018 viene pubblicato il singolo Tutto bene, che anticipa l'uscita del sesto album Corochinato, distribuito da Polydor/Universal Music Italia. Il 26 ottobre esce anche il singolo Questa notte, prodotto da Garrincha Dischi e INRI, ed il 6 novembre ne viene pubblicato il video su Youtube. La band ha annunciato le date per il prossimo Cosa fai questa notte? Tour 2019: il debutto sarà a Torino al teatro della Concordia il prossimo 30 marzo. Nel 2019 partecipano al 69º Festival di Sanremo con il brano Solo una canzone, classificandosi al 13º posto. Il singolo ha anticipato il sesto album in studio Corochinato, uscito l'8 febbraio. Nella serata dei duetti hanno cantato insieme a Jack Savoretti. A febbraio dello stesso anno, in occasione del SeeYouSound 2019 a Torino, è stato presentato il documentario Ex-Otago - Siamo come Genova, che narra il rapporto tra il gruppo e la città di Genova.
Il 1º aprile 2022 Carucci ha debuttato come solista attraverso l'album Respiro, di carattere autobiografico e incentrato su un periodo difficile della sua vita. Intorno allo stesso periodo anche Bacci ha realizzato un album solista, Maddalena, sotto lo pseudonimo Lowtopic. Quest'ultimo ha in seguito abbandonato gli Ex-Otago, decidendo di proseguire l'attività da solista. Il 12 maggio 2023 il gruppo ha pubblicato il singolo La fine.

## Formazione

### Attuale
- Maurizio Carucci – voce, tastiera, cori (2002-presente)
- Simone Bertuccini – chitarra acustica, chitarra classica, chitarra elettrica, basso, cori (2002-presente)
- Olmo Martellacci – tastiera, sintetizzatore, pianoforte, wurlitzer, basso, sassofono, flauto traverso, cori (2011-presente)
- Rachid Bouchabla – batteria, percussioni (2016-presente)

### Componenti dal vivo
- Giorgia Sudati – chitarra elettrica (2023-presente)[24]

### Ex componenti
- Simone Fallani – batteria, percussioni (2004-2008)
- Alberto "Pernazza" Argentesi – voce, tastiera (2002-2012)
- Gabriele Floris – batteria, percussioni (2008-2016)
- Francesco Bacci – chitarra elettrica, basso, chitarra portoghese, charango, organo a pompa, tastiera, cori (2010-2023)

## Discografia

### Album in studio
- 2003 – The Chestnuts Time
- 2007 – Tanti saluti
- 2011 – Mezze stagioni
- 2014 – In capo al mondo
- 2016 – Marassi
- 2019 – Corochinato
- 2024 – Auguri

### EP
- 2014 – Quello che c'è (con Paletti)

### Singoli
- 2014 – Foglie al vento
- 2016 – Cinghiali incazzati
- 2016 – I giovani d'oggi
- 2016 – Quando sono con te
- 2017 – Gli occhi della Luna (feat. Jake La Furia)
- 2017 – Ci vuole molto coraggio (feat. Caparezza)
- 2018 – Tutto bene
- 2018 – Questa notte
- 2018 – Bambini
- 2019 – Solo una canzone
- 2019 – La notte chiama
- 2019 – Scusa
- 2020 – Tutto ciò che abbiamo
- 2023 – La fine
- 2023 – Con te
- 2023 – Mondo panico (feat. Fabri Fibra)
- 2024 – La puzza della città
- 2024 – Non credo più a niente (con Olly)
- 2024 – John Fante

## Filmografia
- Ex-Otago - Siamo come Genova  (2019)